# Kireevskij rajon
Il Kireevskij rajon (in russo Киреевский район?) è un rajon dell'Oblast' di Tula, in Russia. Istituito nel 1965, il capoluogo è Kireevsk.